# Voyage dans l'entre-deux
Voyage dans l'entre-deux est un documentaire français réalisé par Robin Hunzinger, sorti en 2001.

## Synopsis
Ayant grandi à quelques kilomètres du Rhin, Robin Hunzinger n'est jamais allé en Allemagne. Le Rhin a toujours marqué pour lui une frontière inconsciente, infranchissable. Au cours de ce Voyage dans l'entre-deux, il a cherché à comprendre ce refus à travers l'histoire de sa famille et de ses relations avec la frontière qui sépare la France de l'Allemagne. Ce road-movie personnel, avec son carnet de bord subjectif, est une réflexion sur la transmission de la notion de frontière.

## Fiche technique
- Titre : Voyage dans l'entre-deux
- Réalisation : Robin Hunzinger
- Scénario : Chloé Hunzinger & Robin Hunzinger
- Production : Real Productions, France 3, FILMPOOL LUDIWSBURG
- Pays :  France
- Durée : 52 min

## Festivals
- Festival du film de Sarrebruck, Film-und Videofestival "SaarLorLux", Allemagne, 2001.
- Transeuropéennes de Strasbourg,  2001.

- Best Programs Schowcase, Festival international du film de Thessalonique, Grèce, 2002.
- Festival des deux rives, Strasbourg, 2004.

## Distinctions
- Prix spécial du jury,  Circom 2002,  Kosice, Slovaquie, 2002
- Prix du documentaire, Festival Filmer en Alsace, Strasbourg, 2002